# Killfish
Killfish Discount Bar — российская сеть баров-дискаунтеров. Основана в 2009 году в Санкт-Петербурге.

## История
Дмитрий Евсеев и Дмитрий Костяхин открыли первый бар Killfish в конце 2009 года на улице Восстания в Санкт-Петербурге, вложив 5 миллионов рублей собственных средств. Заведение окупилось спустя год, и партнёры открыли вторую точку на кредитные деньги. К 2011 году Евсеев и Костяхин открыли 8 своих баров и представили франшизу.
В 2012 году открылся бар в Белгороде, первый Killfish за пределами Санкт-Петербурга и 19-й по счёту. В январе 2013 года Killfish открылся в Москве. За год сеть охватила 30 городов России, а 50-й по счёту бар открылся в Смоленске. В июле 2014 года первое заведение открылось в Минске и вскоре менее чем через месяц закрылось, в 2015 году — в Алма-Ате. Компания озвучивала планы расширения сети на другие страны СНГ, ближнее зарубежье и США.

## Модель бизнеса
Компания использует бизнес-модель лоукостера: открывает бары в помещениях с низкой арендной ставкой и экономит на оформлении залов, централизованно заключает контракты на поставку продуктов и алкоголя, объединяет роли барменов и официантов. Работа баров организована через собственную облачную ERP-систему компании — составную часть франшизы.
В работе с клиентами используется сетевой многоуровневый маркетинг. Клиентам предлагают дисконтные карты, которые те используют для расчётов в барах и получении вознаграждения за приглашенных в бар друзей. По сведениям компании, в 2011 году число выданных карт превысило 100 тысяч и приблизилось к миллиону в 2015 году.
По количеству заведений Killfish считается крупнейшей сетью баров в России и опережает ближайших конкурентов — сети «Кружка» и Harat’s Irish Pub.
Компания экспериментировала с форматами заведений: открывала и вскоре закрывала через три месяца не удачной работы винный бар «Винотория», бургерную Killfish Burgers и «KILLFISH Shop». В сотрудничестве с компанией-разработчиком видеоигр Wargaming был открыт тематический бар World of Tanks / Killfish и вскоре закрыт.
До конца 2015 года сеть сотрудничала с пивоваренной компанией «Балтика», выпускавшей специальный сорт брендового напитка. Впоследствии единственным поставщиком стала компания «Efes».

## Финансовые показатели
В мае 2013-го «Коммерсантъ» оценивала годовой оборот сети более миллиарда рублей, чистую прибыль — не менее 100 миллионов рублей.

## Нарушения
Сеть баров неоднократно привлекала внимание управления Федеральной антимонопольной службы разных регионов.
В Петербурге в 2013 году ФАС назначил штраф в 200 тысяч рублей за незаконное размещение информации о цене алкогольных напитков из меню на вывеске, что является прямой рекламой алкоголя. Арбитражный суд, в котором компания обжаловала решение, встал на сторону ФАС. Аналогичное нарушение было выявлено в Новгороде, бар получил предписание ликвидировать рекламу.
Пользователи сети обвиняли компанию в злоупотреблении рассылкой рекламных SMS на привязанные к дисконтным картам телефонные номера, в том числе от лица друзей посетителей с подменой номера отправителя, а также на сообщения оскорбительного и гомофобного содержания.
В Татарстане была рассмотрена жалоба на спам с номера KillFish, но местный ФАС прекратил производство по делу в отношении бара и возложил ответственность на рекламораспространителей — местные телекоммуникационные компании. Похожее дело было рассмотрено в иркутском УФАС, куда поступала жалоба о рассылке рекламных сообщений без согласия получателя, по этому делу также были оштрафованы мобильные операторы. В настоящий момент аналогичное разбирательство идёт в новосибирском УФАС.